# ヴィルーパークシャ2世
ヴィルーパークシャ2世（Virupaksha II, 生年不詳 - 1485年）は、南インドのヴィジャヤナガル王国、サンガマ朝の君主（在位：1465年 - 1485年）。

## 生涯
1465年、叔父デーヴァ・ラーヤ3世の死により、ヴィルーパークシャ2世がその王位を継承した。
その治世、チャンドラギリの長官だったサールヴァ・ナラシンハがバフマニー朝やガジャパティ朝を相手に奮戦し、その侵攻を食い止めていた。
1485年、ヴィルーパークシャ2世は息子のプラウダ・ラーヤに殺害された。